# 니아스어
니아스어(Nias)는 인도네시아 수마트라섬 서쪽에 위치한 니아스섬과 바투 제도에서 사용되는 오스트로네시아어족의 언어이다. 자기 명칭은 리 니하(Li Niha)이다. 북서수마트라평행사도어군(Northwest Sumatra–Barrier Islands)라는 언어군에 속하는데, 여기에는 멘타와이어와 바탁어가 함께 포함된다. 2000년 기준 모어 화자는 77만 명으로 추산되었다. 크게 북부, 중부, 남부의 3개 방언으로 구분할 수 있다. 음절 끝에 자음이 오지 않는 개음절 언어이다.